# 丹戎施樂
02°51′00″S 117°23′00″E / 2.85000°S 117.38333°E
丹戎施樂是印尼北加里曼丹的首府，座落於加里曼丹島東岸，人口約為3.9萬人。

## 外部連結
- 官方網站（页面存档备份，存于）